# Select-Collection
Select-Collection est une collection de romans illustrés publiés par les Éditions Flammarion, lancée en février 1914 par Max et Alex Fischer. 
Les frères Fischer lancèrent cette collection après un procès intenté contre Édouard Mignot, patron de La Renaissance du livre, procès qu'il perdirent : ils quittèrent cette maison et la collection « In Extenso » fin 1913.
Chaque volume contient un roman complet au format in-8°, imprimé sur deux colonnes, et dont l'illustration de couverture est exécutée par des dessinateurs de l'époque, tels que Frédéric Auer (1880-1961), Georges Dutriac, Ricardo Florès, Albert Guillaume, Raphael Kirchner, Jean Launois, Félix Lorioux, Serafino Macchiati, Maurice Mahut, Lucien Métivet, Henry Morin, Jacques Nam, Poulbot, Raylambert, Georges Redon, Raymond Renefer, Charles Roussel, Pietro Scoppetta...
À compter de 1933, les couvertures sont illustrées par une composition photographique.
Après une première série de 342 titres stoppée du fait de la Seconde Guerre mondiale, une seconde série de plus de 200 titres prendra la suite, avec des couvertures illustrées en couleurs de photos reproduites en héliogravure. La collection s'arrête en 1950.
Certains romans plus longs sont imprimés en deux ou trois tomes.

## Liste des titres
Première série
- 1 La Guinguette par Gyp

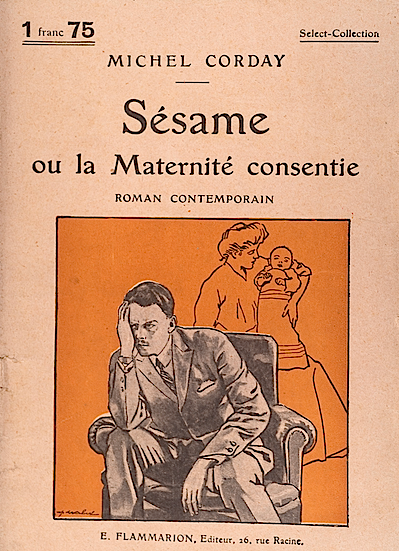
Sésame ou la maternité consentie (1926) de Michel Corday, ill. de Maurice Mahut.

- 2 Rose et Ninette par Alphonse Daudet
- 3 Le Million par Jules Claretie
- 4 Thérèse Raquin par Émile Zola
- 5 Madame André par Jean Richepin
- 6 Les Gaités de l'escadron par Georges Courteline
- 7 Les Vacances d'un jeune homme sage par Henri de Régnier
- 8 Madame Gervaisais par Edmond et Jules de Goncourt
- 9 La petite dernière par André Theuriet
- 10 Lewis et Irène par Paul Morand
- 11 Dernier refuge par Édouard Rod
- 12 Tartarin de Tarascon par Alphonse Daudet
- 13 Madeleine Férat par Émile Zola
- 14 Pour s'amuser en ménage par Max et Alex Fischer
- 15 Geneviève par Gyp
- 16 Faux départ par Alfred Capus
- 17 Césarine par Jean Richepin
- 18 Maison ouverte par Paul Margueritte
- 19 Eddy et Paddy par Abel Hermant
- 20 Benjamins par Jean Aicard
- 21 La mémoire du cœur par Michel Corday
- 22 Les amours d'Estève par André Theuriet
- 23 Un tendre par Louis de Robert
- 24 Zo'har par Catulle Mendès
- 25 Poil de Carotte par Jules Renard
- 26 Robert Helmont par Alphonse Daudet
- 27 Madeleine par Jules Sandeau
- 28 La Maternelle par Léon Frapié
- 29 le train de 8h47 par Georges Courteline
- 30 le crime du docteur par J.-H. Rosny
- 31 Miche par Gyp
- 32 Contes à Ninon par Émile Zola
- 33 Les frontières du cœur par Victor Margueritte
- 34 Mademoiselle Dax jeune fille par Claude Farrère
- 35 L'amant de la petite Dubois par Max et Alex Fischer
- 36 Hélène par André Theuriet
- 37 Sapho par Alphonse Daudet
- 38 L'amour est un songe par Léon Daudet
- 39 L'accusateur par Jules Claretie
- 40 Éducation de prince par Maurice Donnay
- 41 Au paradis des enfants par André Theuriet
- 42 Les frères Zemganno par Edmond de Goncourt
- 43 Les châteaux de sable par Henry-Charles Hirsch
- 44 Le Rêve par Émile Zola
- 45 Un cœur farouche par Victor Margueritte
- 46 Mademoiselle Guignon par André Theuriet
- 47 La retraite sentimentale par Colette
- 48 Sonia par Henry Gréville
- 49 Tartarin sur les Alpes par Alphonse Daudet
- 50 Femmes nouvelles par Paul et Victor Margueritte
- 51 Le Roman de la momie par Théophile Gautier
- 52 Romaine Mirmault par Henri de Régnier
- 53 Le partage du cœur par Louis de Robert
- 54 Messieurs les ronds de cuir par Georges Courteline
- 55 Suzaune par Léon Daudet
- 56 L'envers du décor par Paul Bourget
- 57 Reine des bois par André Theuriet
- 58 L'inconduite de Lucie par Max et Alex Fischer
- 59 Les renards par Abel Hermant
- 60 L'amoureux de Line par Gyp
- 61 Dix-sept histoires de marins par Claude Farrère
- 62 Les deux sœurs par Paul Bourget
- 63 La fortune d'Angèle par André Theuriet
- 64 Le roman de six petites filles par Lucie Delarue-Mardrus
- 65 Le Petit Chose par Alphonse Daudet
- 66 L'homme qui assassina par Claude Farrère
- 67 Robinson par Alfred Capus
- 68 Poum par Paul et Victor Margueritte
- 69 Madame Heurteloup par André Theuriet
- 70 La dame très blonde par Max et Alex Fischer
- 71 Le fantôme par Paul Bourget
- 72 Les frères Jolidan par Michel Corday
- 73 Miarka, la fille à l'ours par Jean Richepin
- 74 La femme reprise par Louis de Robert
- 75 Port-Tarascon par Alphonse Daudet
- 76 Marthe Baraquin par J.-H. Rosny aîné
- 77 Zette par Paul et Victor Margueritte
- 78 Lucien par Binet-Valmer
- 79 Le ménage du pasteur Naudié par Édouard Rod
- 80 L'envers du music-hall par Colette
- 81 L'eau profonde par Paul Bourget
- 82 L'amour en herbe par Henry-Charles Hirsch
- 83 Julien Savignac par Ferdinand Fabre
- 84 Les révélées par Michel Corday
- 85 Les civilisés par Claude Farrère
- 86 Boubouroche par Georges Courteline
- 87 Chonchette par Marcel Prévost
- 88 Monsieur Tartempion par Max et Alex Fischer
- 89 La confession d'un amant par Marcel Prévost
- 90 Secrets d'état par Tristan Bernard
- 91 Le Calvaire par Octave Mirbeau
- 92 la bonne infortune par Henri Duvernois
- 93 Jeunes et vieilles barbes par André Theuriet
- 94 La victime par Fernand Vandérem
- 95 Cousine Laura par Marcel Prévost
- 96 Braves gens par Jean Richepin
- 97 Le joyeux garçon par Abel Hermant
- 98 Fleur de Nice par André Theuriet
- 99 Le jardin secret par Marcel Prévost
- 100 La tour d'amour par Rachilde
- 101 La faiblesse humaine par Paul Margueritte
- 102 Années d'aventures par Alfred Capus
- 103 L'Amphisbène par Henri de Régnier
- 104 Les linottes par Georges Courteline
- 105 La lutte par Léon Daudet
- 106 Les demi-vierges par Marcel Prévost
- 107 Camembert-sur-Ourcq par Max et Alex Fischer
- 108 Papa par Louis de Robert
- 109 Fumée d'opium par Claude Farrère
- 110 Eusèbe Lombard par André Theuriet
- 111 Le domino jaune par Marcel Prévost
- 112 Les cœurs utiles par Paul Adam
- 113 Le vœu d'une morte par Émile Zola
- 114 Sésame, ou la maternité consentie par Michel Corday
- 115 Le scorpion par Marcel Prévost
- 116 Hermine Gilquin par Gustave Geffroy
- 117 Amants et voleurs par Tristan Bernard
- 118 La princesse d'Erminge par Marcel Prévost
- 119 Notre cœur par Guy de Maupassant
- 120 Le duel de M. Lolotte par Max et Alex Fischer
- 121 Un crime d'amour par Paul Bourget
- 122 La rose des ruines par Victor Margueritte, 1921
- 123 Lettres de femmes par Marcel Prévost
- 124 L'affaire Froideville par André Theuriet
- 125 Yvette par Guy de Maupassant
- 126 La maison brûle par Paul Margueritte
- 127 L'automne d'une femme par Marcel Prévost
- 128 La passion par Binet-Valmer
- 129 Miss Harriet par Guy de Maupassant
- 130 Le Talion par Victor Margueritte
- 131 la demoiselle de comédie par Henry-Charles Hirsch
- 132 L'inutile beauté par Guy de Maupassant
- 133 Les feux du couchant par Michel Corday
- 134 Dans les rues par J.-H. Rosny aîné
- 135 Nouvelles lettres de femmes par Marcel Prévost
- 136 La confession de Nicaise par Pierre Valdagne
- 137 Pierre et Jean par Guy de Maupassant
- 138 Réussir par Louis de Robert
- 139 Dernières lettres de femmes par Marcel Prévost
- 140 Lys sauvage par André Theuriet
- 141 Le Horla par Guy de Maupassant
- 142 Les sources vives par Paul Margueritte
- 143 Mademoiselle Jaufre par Marcel Prévost
- 144 Complications sentimentales par Paul Bourget
- 145 L'enfant prodigue du Vésinet par Tristan Bernard
- 146 Après vous, mon Général!... par Max et Alex Fischer
- 147 Les condamnés à mort par Claude Farrère
- 148 Edgar par Henri Duvernois
- 149 Les sœurs Rondoll par Guy de Maupassant
- 150 La chèvre aux pieds d'or par Henry-Charles Hirsch
- 151 La terre natale par Victor Margueritte
- 152 Boule de Suif par Guy de Maupassant
- 153 L'amour et le secret par André Beaunier
- 154-155 Au Bonheur des Dames par Émile Zola
- 156 Le troupeau de Clarisse par Paul Adam
- 157 Mariés jeunes par Michel Corday
- 158 La maison des hommes vivants par Claude Farrère
- 159 Le jeune amant par Paul Reboux
- 160 La Maison Tellier par Guy de Maupassant
- 161 Le fils Maugard par André Theuriet
- 162 Les jours sans gloire par Binet-Valmer
- 163 Monsieur Parent par Guy de Maupassant
- 164 Les exilés par Paul Acker
- 165 Daâh, le premier homme par Edmond Haraucourt
- 166 Jeunes filles par Victor Margueritte
- 167 La souris japonaise par Rachilde
- 168-169 Mademoiselle de Maupin par Théophile Gautier
- 170 L'heureux ménage par Marcel Prévost
- 171 Le Rosier de madame Husson par Guy de Maupassant
- 172 Les petites alliées par Claude Farrère
- 173 Le cœur et le métier par Paul Bourget
- 174 ...et l'amour ensuite par J.-H. Rosny aîné
- 175 Lettres à Françoise par Marcel Prévost
- 176 Les Roquevillard par Henry Bordeaux
- 177  Les Fabrecé par Paul Margueritte
- 178 Contes du jour et de la nuit par Guy de Maupassant
- 179 Le cœur et l'absence par Léon Daudet
- 180 Trois nouvelles par Marcel Prévost
- 181 La tentation de saint Antoine par Gustave Flaubert
- 182 Le soleil dans la geôle par Victor Margueritte
- 183 Tante Aurélie par André Theuriet
- 184-185 La Conquête de Plassans par Émile Zola
- 186 Lettres à Françoise mariée par Marcel Prévost
- 187 La dernière déesse par Claude Farrère
- 188 La main gauche par Guy de Maupassant
- 189 Nous, les mères par Paul Margueritte
- 190 La fausse bourgeoise par Marcel Prévost
- 191 L'amoureuse aventure par J.-H. Rosny aîné
- 192-193 Fromont jeune et Risler aîné par Alphonse Daudet
- 194 Naïs Micoulin par Émile Zola
- 195 Les femmes d'amis par Georges Courteline
- 196 Le coupable par François Coppée
- 197 Un raté par Gyp
- 198 Bêtes et gens qui s'aimèrent par Claude Farrère
- 199 Dominique par Eugène Fromentin
- 200-201 L'Œuvre par Émile Zola
- 202 Flavie par André Theuriet
- 203 Flamboche par Jean Richepin
- 204 Nouveaux contes à Ninon par Émile Zola
- 205 Fort comme la mort par Guy de Maupassant
- 206 Les vrais riches par François Coppée
- 207 Vanité par Paul et Victor Margueritte
- 208 La mésentente par Léon Daudet
- 209 Mademoiselle Fifi par Guy de Maupassant
- 210-211 L'éducation sentimentale par Gustave Flaubert
- 212 L'oncle Scipion par André Theuriet
- 213 Quatorze histoires de soldats par Claude Farrère
- 214 Partie carrée par Théophile Gautier
- 215 Clair de lune par Guy de Maupassant
- 216 L'immortel par Alphonse Daudet
- 217 Mademoiselle Loulou par Gyp
- 218 Une vie par Guy de Maupassant
- 219 Cœurs meurtris par André Theuriet
- 220 Le jardin du roi par Paul et Victor Margueritte
- 221 Longues et brèves par François Coppée
- 222 Pierre et Thérèse par Marcel Prévost
- 223 Féerie bourgeoise par Tristan Bernard
- 224 Elles et lui par Gyp
- 225 La déchéance par Léon Daudet
- 226 L'extraordinaire aventure d'Achmed pacha Djemaleddine par Claude Farrère
- 227 Boisfleury par André Theuriet
- 228 Les deux femmes par J.-H. Rosny
- 229 Drames de famille par Paul Bourget
- 230 Les lions par Paul Adam
- 231 La petite Roque par Guy de Maupassant
- 232-233 Un cœur de femme par Paul Bourget
- 234 Touti par Pierre Valdagne
- 235 Un client sérieux par Georges Courteline
- 236 La croisée des chemins par Henry Bordeaux, 1929
- 237 Le sang par Binet-Valmer
- 238-239 Le Docteur Pascal par Émile Zola
- 240 Mon ami Pierrot par Gyp
- 241 Les Rageac par Rachilde
- 242 Dans la lumière par Léon Daudet
- 243 La duchesse bleue par Paul Bourget
- 244 Les cœurs dévastés par Michel Corday
- 245 Le prisme par Paul et Victor Margueritte
- 246 Chanteraine par André Theuriet
- 247 Le cœur de Poupette par Henry-Charles Hirsch
- 248-249 Bel ami par Guy de Maupassant
- 250 La femme cachée par Colette
- 251 Toute une jeunesse par François Coppée
- 252 Sao Van Di par Jean Ajalbert
- 253 Ah! Jeunesse!... par Georges Courteline
- 254 Amour d'automne par André Theuriet
- 255-256 Le Feu par Henri Barbusse
- 257 Histoires de très loin ou d'assez près par Claude Farrère
- 258 Pour Jasmine par Paul Reboux
- 259 L'appel du bonheur par J.-H. Rosny aîné
- 260 Les deux vies par Paul et Victor Margueritte
- 261 Femmes d'artistes par Alphonse Daudet
- 262-263-264 Fécondité par Émile Zola
- 265 La bonne fortune de Toto par Gyp
- 266 Une jeune fille voyagea... par Claude Farrère
- 267 Si le grain ne meurt par André Gide
- 268 L'envers d'une courtisane par Louis de Robert
- 269 L'immoraliste par André Gide, 1927
- 270 Lettres à Françoise maman par Marcel Prévost
- 271 Le refuge par André Theuriet
- 272 La petite Mademoiselle par Henry Bordeaux
- 273 La fille Elisa par Edmond de Goncourt
- 274 Monsieur et Madame Moloch par Marcel Prévost
- 275 Le plateau de laque par Henri de Régnier
- 276 Petites épouses par Myriam Harry
- 277 La Faustin par Edmond de Goncourt
- 278 Eux et elle! par Gyp
- 279 Nouvelles lettres à Françoise, ou la jeune fille d'après-guerre par Marcel Prévost
- 280 Villa Tranquille par André Theuriet
- 281-282 Clarté par Henri Barbusse
- 283 Chéri par Colette
- 284 Le chemin de Paradis par Charles Maurras, 1927
- 285 Le flambeau des Riffault par Gaston Chérau
- 286 La maison de Claudine par Colette
- 287 La luciole par J.-H. Rosny
- 288 Contes de la chaumière par Octave Mirbeau
- 289 Le pas relevé par Marcel Prévost
- 290 Les hommes nouveaux par Claude Farrère
- 291 Monsieur Vénus par Rachilde
- 292-293 Le Capitaine Fracasse par Théophile Gautier
- 294 La chair et le sang par François Mauriac, 1929
- 295 Ces bons normands par Gyp
- 296 Le serpent noir par Paul Adam
- 297 Pastels et eaux-fortes par Paul Bourget
- 298-299 Thomas l'Agnelet par Claude Farrère
- 300 Toine par Guy de Maupassant
- 301 Le 18e par Gyp
- 302 Lazarine par Paul Bourget
- 303 Cent millions d'or par Claude Farrère
- 304 Préséances par François Mauriac
- 305 Voyageuses par Paul Bourget
- 306 L'égarée sur la route par Gaston Chérau
- 307 Le carnaval de Nice par Paul Margueritte
- 308 Le père Milon par Guy de Maupassant
- 309-310-311 Germinal par Émile Zola
- 312 ...Anneaux de la chaîne... par Max Fischer
- 313-314-315 La Faute de l'abbé Mouret par Émile Zola
- 316 Némésis par Paul Bourget
- 317-318 Mont-Oriol par Guy de Maupassant
- 319 Henriette par François Coppée
- 320 L'autre côté par Claude Farrère
- 321-322 Le Nabab par Alphonse Daudet
- 323 Dingley l'illustre écrivain par Jean et Jérôme Tharaud
- 324 Le journal d'un philosophe par Gyp
- 325 Le désert de l'amour par François Mauriac
- 326-327 Charles Demailly par Edmond et Jules de Goncourt
- 328 Un drame dans le monde par Paul Bourget
- 329 La maison morte par Henry Bordeaux
- 330 Le danseur mondain par Paul Bourget
- 331 la conquête de Jérusalem par Myriam Harry
- 332 L'acharnée par Lucie Delarue-Mardrus
- 333 La fin de Chéri par Colette
- 334 L'adjudant Benoît par Marcel Prévost
- 335 Raboliot par Maurice Genevoix
- 336 La neige sur les pas par Henry Bordeaux
- 337 Mon cher Tommy par Marcel Prévost
- 338 La petite Papacoda par Paul Reboux
- 339-340 Un divorce par Paul Bourget
- 341 L'autre lumière par Paul Margueritte

Nouvelle série
- 1	La robe de laine, par Henry Bordeaux
- 2	Le chef, par Claude Farrère
- 3	Le fleuve de feu, par François Mauriac
- 4	Les anges gardiens, par Marcel Prévost
- 5	Ton corps est à toi, par Victor Margueritte
- 6	Tartarin de Tarascon, par Alphonse Daudet
- 7	La naissance du jour, par  Colette
- 8	La maison Tellier, par Guy de Maupassant
- 9	Cruelle énigme. Profils perdus, par Paul Bourget
- 10	Les femmes d'amis, par Georges Courteline
- 11	La maternelle, par Léon Frapié
- 12	L'amoureux de Line, par  Gyp
- 13	Le bétail humain, par Victor Margueritte
- 14	Boubouroche, par Georges Courteline
- 15-16-17	La faute de l'abbé Mouret, en 3 volumes, par Émile Zola
- 18	Les Bacchantes, par Léon Daudet
- 19	Le chant du berger, par Victor Margueritte
- 20	Sapho, par Alphonse Daudet
- 21	La marche funèbre, par Claude Farrère
- 22	Les Don Juanes, par Marcel Prévost
- 23-24	Le Docteur Pascal, en 2 volumes, par Émile Zola
- 25	La seconde, par  Colette
- 26	Les demi-vierges, par Marcel Prévost
- 27	Un royaume de Dieu, par Jérôme et Jean Tharaud
- 28	Le petit Chose, par Alphonse Daudet
- 29	L'ennemie intime, par Marcelle Tinayre
- 30-31	La garçonne, par Victor Margueritte
- 32	Présence du passé, par Max Fischer
- 33	Mademoiselle Dax jeune fille, par Claude Farrère
- 34-42	Les misérables, en 9 volumes, par Victor Hugo
- 43	La résurrection de la chair (La vie recommence), par Henry Bordeaux
- 44	Le train de 8 h 47, La vie de caserne, par Georges Courteline
- 45 Nocturnes, par Henri Lavedan
- 45	Le désert de l'amour, par François Mauriac
- 46	Le sens de la mort, par Paul Bourget
- 47	Bouddha vivant, par Paul Morand
- 48	La chair et l'esprit (La vie recommence), par Henry Bordeaux
- 49	Le blé en herbe, par  Colette
- 50	Miche, par  Gyp
- 51-52	Le compagnon  (La femme en chemin)  en 2 volumes, par Victor Margueritte
- 53	Chonchette, par Marcel Prévost
- 54	Le roman de six petites filles, par Lucie Delarue-Mardrus
- 55	Yamilé sous les cèdres, par Henry Bordeaux
- 56	Captain OK, par Luc Durtain
- 57-58-59	Germinal, en 3 volumes, par Émile Zola
- 60	L'immoraliste, par André Gide
- 61-62	Le couple (La femme en chemin)  en 2 volumes, par Victor Margueritte
- 63	Le rêve, par Émile Zola
- 64	Les hommes nouveaux, par Claude Farrère
- 65-66	Nuits de Prince, en 2 volumes, par Joseph Kessel
- 67	Tartarin sur les Alpes, par Alphonse Daudet
- 68	Anneaux de la chaîne… Suivi de : "Crotte-de-bique" et de "Un coeur d'or", par Max Fischer
- 69	L'amour en fuite, par Henry Bordeaux
- 70	L'homme qui assassina, par Claude Farrère
- 71	Rroû, par Maurice Genevoix
- 72-73	Le feu (Journal d'une escouade) en 2 volumes, par Henri Barbusse
- 74	Une vie, par Guy de Maupassant
- 75	Les petites alliées, par Claude Farrère
- 76-77	Clarté, en 2 volumes, par Henri Barbusse
- 78	Marthe Baraquin, par J.-H. Rosny (Aîné)
- 79	La lutte, par Léon Daudet
- 80-81	Les yeux qui s'ouvrent, en 2 volumes, par Henry Bordeaux
- 82	L'automne d'une femme, par Marcel Prévost
- 83	Poil de carotte, par Jules Renard
- 84	Le jeune amant, par Paul Reboux
- 85	Thérèse Raquin, par Émile Zola
- 86	Reine des bois, par André Theuriet
- 87	Confession de minuit, par Georges Duhamel
- 88	Le cœur brûlé, par Léon Daudet
- 89	Hellé, par Marcelle Tinayre
- 90	La femme maquillée, par André Billy
- 91	Chéri, par  Colette
- 92	Les civilisés, par Claude Farrère
- 93	Notre cœur, par Guy de Maupassant
- 94	Les Roquevillard', par Henry Bordeaux
- 95	La fin de Chéri, par  Colette
- 96	Ni ange, ni bête, par André Maurois
- 97-98	Un cœur de femme, en 2 volumes, par Paul Bourget
- 99	Les gaîtés de l'escadron, par Georges Courteline
- 100	Ce qui était perdu, par François Mauriac
- 101	Le roman du malade, par Louis de Robert
- 102	L'écran brisé, par Henry Bordeaux
- 103	Un cœur farouche, par Victor Margueritte
- 104	Deux hommes, par Georges Duhamel
- 105	Lettres de femmes par Marcel Prévost
- 106	Messieurs les ronds de cuir, par Georges Courteline
- 107	Préséances, par François Mauriac
- 108-109	La maison, en 2 volumes, par Henry Bordeaux
- 110	Le coupable, par François Coppée
- 111	Drame de famille, par Paul Bourget
- 112	Nous, les mères, par Paul Margueritte
- 113	Le Horla, par Guy de Maupassant
- 114	Rémi des Rauches, par Maurice Genevoix
- 115	La danseuse rouge (La chèvre aux pieds d'or), par Charles-Henry Hirsch
- 116	Une honnête femme, par Henry Bordeaux
- 117	Amina, ma colombe, par Myriam Harry
- 118	Le jardin secret, par Marcel Prévost
- 119-120	Au bonheur des dames, en 2 volumes, par Émile Zola
- 121	Si le grain ne meurt, par André Gide
- 122	Journal de Salavin, par Georges Duhamel
- 123	Une jeune fille voyagea, par Claude Farrère
- 124	Le talion, par Victor Margueritte
- 125	Franck et Marjorie, par Luc Durtain
- 126	Miarka, la fille à l'ours, par Jean Richepin
- 127	Fort comme la mort, par Guy de Maupassant
- 128	La statue voilée, par Camille Marbo
- 129	La retraite sentimentale, par  Colette
- 130	Edgar, par Henri Duvernois
- 131	Le domino jaune, par Marcel Prévost
- 132	Un crime d'amour, par Paul Bourget
- 133	Le chemin de Paradis, par Charles Maurras
- 134	Climats, par André Maurois
- 135	Andromède et le monstre, par Henry Bordeaux
- 136	Contes à Ninon, par Émile Zola
- 137	La maîtresse servante, par Jérôme et Jean Tharaud
- 138	Non !Roman d'une conscience, par Victor Margueritte
- 139	La duchesse bleue, par Paul Bourget
- 140	Quel homme es-tu?, par André Billy
- 141	La confession d'un amant, par Marcel Prévost
- 142	La chair et le sang, par François Mauriac
- 143	Les condamnés à mort, par Claude Farrère
- 144	La maison de Claudine, par  Colette
- 145	La neige sur les pas, par Henry Bordeaux
- 147	Gai l'amour, par Maurice Genevoix
- 148	Le club des Lyonnais, par Georges Duhamel
- 149	Yvette, par Guy de Maupassant
- 150	Médée, par Léon Daudet
- 151	Les quatre dames d'Angora, par Claude Farrère
- 152-153	Un divorce, en 2 volumes, par Paul Bourget
- 154	Lewis et Irène, par Paul Morand
- 155	Le fantôme de la rue Michel-Ange, par Henry Bordeaux
- 156	Dingley l'illustre écrivain, par Jérôme et Jean Tharaud
- 157	La rose des ruines, par Victor Margueritte
- 158-159	L'Œuvre, en 2 volumes, par Émile Zola
- 160	Ariane, par Léon Daudet
- 161	La porte rouge, par Marcelle Tinayre
- 162	Duo, par  Colette
- 163    La croisée des chemins, par Henry Bordeaux
- 164	L'amant de la petite Dubois, par Max et Alex Fischer
- 165	Raboliot, par Maurice Genevoix
- 166	David Golder, par Irène Némirovsky
- 167	La retraite ardente, par Marcel Prévost
- 168	Claire, par Jacques Chardonne
- 169-170	Bel-Ami, en 2 volumes, par Guy de Maupassant
- 171	Tel qu'en lui-même …, par Georges Duhamel
- 172	Les enfants terribles, par Jean Cocteau
- 173	Le quadrille des mers de Chine, par Claude Farrère
- 174	Les copains, par Jules Romains
- 175	Lazarine, par Paul Bourget
- 176	Les linottes, par Georges Courteline
- 177	La petite Papacoda, par Paul Reboux
- 178	L'amie des hommes, par André Billy
- 179	L'envers du music-hall, par  Colette
- 180	Miss Harriet, par Guy de Maupassant
- 181	Les moyens du bord, par Tristan Bernard
- 182	Phryné ou désir et remords, par Léon Daudet
- 184	Avant l'amour, par Marcelle Tinayre
- 185	Le jardin dans l'île, par Maurice Genevoix
- 186	Un client sérieux, par Georges Courteline
- 187	Le phare, par Paul Reboux
- 188	La maison des hommes vivants, par Claude Farrère
- 189	La vie est un sport, par Henry Bordeaux
- 190	Le sol, par Frédéric Lefèvre
- 191	Béatrice devant le désir, par Pierre Frondaie
- 192	La petite Roque, par Guy de Maupassant
- 193	L'immortel, par Alphonse Daudet
- 194	La maison de danses, par Paul Reboux
- 195-196	Fromont jeune et Risler aîné, par Alphonse Daudet
- 197	Némésis, par Paul Bourget
- 198	Les bestiaires, par Henry de Montherlant
- 199	La femme cachée, par  Colette
- 200	L'assassin, par Maurice Genevoix
- 202	L'homme à l'Hispano, par Pierre Frondaie
- 203	Mademoiselle de Boisdauphin, par Roger Chauviré
- 204	Roi de Camargue, par Jean Aicard
- 205	Deux fois vingt ans, par Pierre Frondaie